# Stratégie paneuropéenne pour la protection de la diversité biologique et paysagère
La Stratégie paneuropéenne pour la protection de la diversité biologique et paysagère est parfois décrite par l'acronyme PEBLDS en raison de sa dénomination anglaise : Pan-European Biological and Landscape Diversity Strategy. Elle introduit notamment la notion d'un réseau écologique paneuropéen (REP)
Elle est suivie par un Conseil pour la stratégie paneuropéenne de la diversité biologique et paysagère (STRA-CO)

## Historique
Cette stratégie a été initiée par l'ONU et le Conseil de l'Europe. 
Elle s'inscrit dans le prolongement du Sommet de la Terre de Rio (juin 1992) et notamment de la Convention sur la biodiversité. 
Elle a été validée par les 55 pays présents à la Troisième Conférence ministérielle intitulée « Un environnement pour l'Europe » réunie en octobre 1995 à Sofia (Bulgarie). Tous ces pays étaient des États-membres de la Commission économique des Nations unies pour l'Europe. 
Participaient aussi des ONG internationales impliquées dans la conservation de la nature et de la biodiversité ;
En février 2002, à Budapest, la seconde conférence intergouvernementale intitulée « La Biodiversité en Europe » a conclu que le processus du PEBLDS constituait désormais un forum bien établi pour les discussions essentielles concernant la conservation et l'utilisation durable de la diversité biologique et paysagère en Europe ; 
Les ministres de la zone paneuropéenne réunis à la 5e Conférence sur l'environnement pour l'Europe sont convenus - pour stopper l'appauvrissement de la diversité biologique et paysagère avant 2010 - de réaliser de manière concertée les objectifs-clés suivants :
- avant 2008, 80 % des forêts de la zone paneuropéenne doivent être couvertes par programmes forestiers nationaux et régionaux (ou équivalents), employant une gestion sylvicole proche de la nature (« définies par les principes de gestion des forêts PRO SILVA, qui intègrent des aspects de conservation de la biodiversité à une approche respectueuse des écosystèmes ») [1].
- identifier avant 2005 toutes les « zones d'intérêt naturel élevé » situés en zone agricole. En 2007, 75 % de ces zones devront être gérées par des méthodes respectueuses de la biodiversité, notamment grâce à des programmes agri-environnementaux, en visant aussi une viabilité économique pour que les terres ne soient pas abandonnées[1].
- En 2007, Dans la région paneuropéenne, toute subvention financière et d'incitation à l'agriculture devra directement ou indirectement prendre en compte la conservation de la biodiversité (écoéligibilité) [1].
- Avant 2006, le Réseau écologique paneuropéen devrait couvrir toutes les régions d'Europe et être identifié sur des cartes européennes cohérentes, en tant que contribution de l'Europe à la création d'un réseau écologique mondial [1].
- avant 2008, toutes les zones noyaux du Réseau écologique paneuropéen doivent bénéficier d'un niveau de protection adapté, avec des prescriptions pour tous les grands plans d'aménagement (du local au niveau international) et pour l'élaboration des politiques d'utilisation des sols ainsi que pour les activités des secteurs économiques, financiers et d'aménagement concernés [1].
- Avant  2005, une Stratégie paneuropéenne sur les espèces exotiques envahissantes, compatible avec les principes de la Convention sur la diversité biologique doit être établie, et mise en œuvre au moins par la moitié des pays de la région savant 2010 [1].
- Avant 2007, les investissements publics et privés en faveur de la biodiversité en Europe, devront être multipliés ; par des partenariats entre les secteurs financiers, des entreprises et de la biodiversité, comme l'encourage l'EBRI (Initiative européenne pour le financement de la biodiversité), sans oublier les besoins particuliers pays de l'Europe de l'Est, du Caucase et de l'Asie centrale et des pays candidats à l’adhésion à l’Union européenne [1].
- Avant 2005, un monitoring de la biodiversité doit, à échelle européenne, appuyer les politiques de protection de la nature et de la biodiversité, sur la base d'indicateurs de la biodiversité acceptés par les partenaires intéressés [1].
- Avant 2008, des programmes d'écocitoyenneté doivent être en œuvre dans au moins 50 % des pays de la zone paneuropéenne (communication, d'éducation et sensibilisation à l'environnement, en vue de faire connaître les mesures en faveur de la biodiversité et d'impliquer  « le plus grand nombre de partenaires intéressés, notamment les communautés autochtones et locales » pour leur mise en œuvre [1].

Cette stratégie avait été ratifiée par la France en 1996, mais elle ne sera finalement vraiment traduite dans le droit national qu'avec la loi Voynet puis grâce au Grenelle de l'environnement avec en 2009 les articles relatifs à la trame verte et bleue du projet de Loi dit Loi Grenelle II.